# Eren Dinkçi
Eren Sami Dinkçi (* 13. Dezember 2001 in Bremen) ist ein türkisch-deutscher Fußballspieler. Der Stürmer steht beim SC Freiburg unter Vertrag.

## Herkunft
Die Familie Dinkçis stammt aus der türkischen Schwarzmeerprovinz Samsun, der Vater wurde in Deutschland geboren und wuchs in der Türkei auf. Eren wurde in Bremen geboren und wuchs auch dort auf. In seiner Familie wird Türkisch gesprochen.

## Karriere

### Verein
Der gebürtige Bremer türkischer Eltern wurde als Jugendfußballer in mehreren lokalen Fußballvereinen ausgebildet, ehe er aufgrund besonders guter Leistungen zum Nachwuchsleistungszentrum von Werder Bremen wechselte. Der Wechsel vom SC Borgfeld zu Werder Bremen in die A-Junioren-Bundesliga erfolgte in der Saison 2019/20 im Alter von 18 Jahren. Dem Stürmer gelangen in 20 Spielen 22 Tore, ehe die Spielzeit ab März 2020 aufgrund der COVID-19-Pandemie nicht mehr fortgeführt wurde. Damit wurde er Torschützenkönig der Staffel Nord/Nordost, gefolgt von seinem Teamkollegen Nick Woltemade mit 16 Toren.
In der folgenden Saison 2020/21 wurde Dinkçi in die zweite Mannschaft integriert, die in der viertklassigen Regionalliga Nord spielte. In den Länderspielpausen im Oktober und November 2020 kam er Testspielen gegen den Zweitligisten FC St. Pauli zum Einsatz. Dinkçi erzielte in 8 Regionalligaspielen 7 Tore, bevor der Ligabetrieb aufgrund der COVID-19-Pandemie Ende Oktober 2020 unterbrochen wurde. Mit guten Leistungen konnte er seine Form aus dem Vorjahr bestätigen und er wurde von Florian Kohfeldt in das Mannschaftstraining der Profis beordert. Am 19. Dezember 2020 debütierte er in der Bundesliga, als er beim 1:0-Auswärtssieg gegen den 1. FSV Mainz 05 kurz vor dem Spielende eingewechselt wurde und in der 90. Minute mit einem Kopfball den Siegtreffer erzielte. Bis zum Saisonende folgten sieben weitere Einsätze inklusive einem Startelf-Debüt. Am 32. Spieltag erhielt er aufgrund eines groben Foulspiels die Rote Karte und wurde für drei Spiele gesperrt. Am Saisonende stieg Werder Bremen in die 2. Bundesliga ab; die Regionalliga Nord nahm den Spielbetrieb unterdessen nicht wieder auf. Dinkçi erhielt die Möglichkeit, sich in der zweiten Liga zu beweisen und wurde ein fester Bestandteil des Teams, das den Wiederaufstieg nach einem Jahr schaffte. Im April 2022 verlängerte er seinen Vertrag in Bremen.
Im Sommer 2023 wechselte er für ein Jahr auf Leihbasis zum 1. FC Heidenheim. In der Saison 2023/24 konnte er 10 Tore in 33 Spielen für die den Bundesliga-Aufsteiger erzielen, womit er zum achten Platz der Heidenheimer beitrug, der zur Teilnahme an der UEFA Conference League berechtigt.
Seit Sommer 2024 steht Dinkçi beim SC Freiburg unter Vertrag, nach Presseberichten aktivierte Freiburg eine Ausstiegsklausel, die bei fünf Millionen Euro lag.

### Nationalmannschaft
Nachdem Dinkçi im Februar 2020 einmal für die türkische U19-Nationalmannschaft aufgelaufen war, spielte er von September bis Oktober 2020 drei Mal für die deutsche U20-Auswahl.
Für die Länderspiele im September 2024 wurde er dann erstmals für die türkische Nationalmannschaft nominiert.

## Erfolge
- Aufstieg in die Bundesliga: 2022